# マルマンド
マルマンド(フランス語:Marmande、ガスコーニュ語:Marmanda)は、フランス南西部ヌーヴェル＝アキテーヌ地域圏ロット＝エ＝ガロンヌ県にある人口1万7千人あまりのコミューンである。

## 地理
県の西部に位置し、トレック川とガロンヌ川の合流点付近の、ガロンヌ川の右岸にある。

## 見どころ
ノートルダム大聖堂がよく知られている。

## 産業
穀物・野菜・果樹などの農業が盛んで、これらの農産物の集散地になっている。特にトマトとワインがこの地方の重要な作物である。

## 出身者
- ピエリック・フェドリゴ

## 姉妹都市
- エヘア・デ・ロス・カバリェロス、スペイン
- ポルトグルアーロ、イタリア
- ペソ・ダ・レグア、ポルトガル